# メディオラヌム・フォーラム
フォルム・ディ・ミラノ（イタリア語: Forum di Milano）は、イタリア・ミラノ近郊の町アッサーゴにあるイタリア最大規模の屋内アリーナ。
イタリアの金融機関・ウニポルが命名権を取得したため、2024年より「ウニポル・フォルム」と呼称されている。

## 概要
1990年に完成。バスケットボールのほか、アイスホッケー、コンサートなどの催しが多い。
2014年には当地でターキッシュ エアラインズ ユーロリーグファイナルフォーが開催され、1998年と2015年にはMTV EMAが開催された。また、2018年には、世界フィギュアスケート選手権、2024年には世界剣道選手権大会が開催された。2026年ミラノ＝コルティナオリンピックではフィギュアスケートとショートトラックスピードスケートが当地で開催予定。